# Première Nation Shoal Lake no 40
La Première Nation Shoal Lake numéro 40 (anglais: Shoal Lake 40 First Nation) est une nation ojiboué (saulteaux) située à travers deux provinces, au Manitoba dans la région de Eastman et en Ontario dans le district de Kenora. Sa population totale en août 2021 était 667 personnes, dont 372 vivaient hors-réserve. La Première Nation est membre du Conseil Tribal Bimose (Bimose veut dire « marcher » en anishinaabémowin), un conseil régional de chefs des communautés autochtones qui fait partie du Grand Conseil du traité numéro 3.
La nation - située sur une île artificielle - est accessible par une barge qui part d'un port dans la Première Nation Iskatewizaagegan numéro 39 à Kejick, en Ontario. En hiver Shoal Lake 40 est accessible par plusieurs routes de glace. Après des années de nombreuses négociations, trois gouvernements différents ont accepté de partager les coûts de construction pour une nouvelle route, accessible en toute saison. De plus, cette route sera un lien entre Shoal Lake 40 et la route transcanadienne.
La Première Nation possède une infrastructure de base et quelques magasins et elle offre une éducation primaire locale jusqu'en huitième année (équivalent à la quatrième dans le système éducatif en France).

## Histoire

### L'eau potable et Indian Bay
En 1915, la municipalité de Winnipeg a annexé 33 000 acres (134 kilomètres carrés) de ce qui deviendrait Shoal Lake 40 afin d'extraire de l'eau fraiche et de construire de l'infrastructure pour la transporter vers la ville, y compris un aqueduc. Le projet de construction a causé l'excavation de sépultures sacrées et l'exhumation de restes humains autochtones,.
En 1980, les deux bandes des Premières Nations de cette région - bande numéro 39 et bande numéro 40 - prévoyaient de construire 350 chalets sur Indian Bay, qui fait partie du lac Shoal. La municipalité de Winnipeg était opposée à ce projet et s'est inquiétée concernant l'intégrité de la qualité de l'eau de Indian Bay, sa source d'approvisionnement. Ce conflit a été résolu en 1989 lorsque le Greater Winnipeg Water District a établi un fonds de placement de 6 millions CAD (équivalent à 11,4 millions en 2022) pour Shoal Lake 40. Les intérêts du fonds seraient utilisés pour financer des projets de développement pour la communauté. Un accord tripartite a été finalisé en 1990 entre le Greater Winnipeg Water District (3 millions $), le gouvernement fédéral canadien (3 millions $) et Shoal Lake numéro 40,,. À ce point, Shoal Lake 40 a commencé à importer de l'eau par barge, ou par camion en hiver. Cette situation a créé des coûts substantiels pour la Première Nation. Malgré le fait que l'eau dans la communauté était non potable, un avis formel de ne pas la boire n'a été annoncé qu'en 1997.
En 2011, lorsqu'il est devenu clair qu'une nouvelle usine de traitement de l'eau coûterait plus cher que prévu, le gouvernement fédéral a refusé de contribuer la différence monétaire. Comme résultat le plan a été abandonné, alors Shoal Lake 40 a proposé la construction d'une route accessible en toute saison pour garantir l'accès à la réserve pendant toute l'année. 

### Les développements récents
La Première Nation Shoal Lake 40 et la communauté voisine de Reynolds (une municipalité manitobaine) ont tenté d'encourager le gouvernement provincial du Manitoba et le gouvernement fédéral canadien à financer la construction d'une route accessible en toute saison rattachée à la transcanadienne. Dans le passé, la communauté avait acheté des articles essentiels via le terminus du chemin de fer géré par le Greater Winnipeg Water District, appelé Waugh Station.
En 2015, ils ont reçu un financement du gouvernement pour payer pour une étude de planification, mais pas pour le chemin lui-même. Aussi en 2015, après que la barge qui desservait la communauté a échoué une inspection, les dirigeants de la Première Nation ont déclaré un état d'urgence. Ensuite, le financement a été approuvé et la construction de la nouvelle route a commencé au printemps 2017. La route a été complétée en juin 2019, permettant aux services d'urgence d'entrer facilement, les déchets d'être transportés dehors de la communauté et les résidents d'accéder aux services de santé à l'extérieur de l'île. La route croise la transcanadienne à un point 3,7 km vers l'ouest de la route 301 à Falcon Beach, Manitoba.
Le 15 septembre 2021, une usine de traitement de l'eau a été ouverte, donnant l'accès à de l'eau potable pour les résidents de la Première Nation. Le coût était de 33 millions $, un prix très réduit grâce à la construction du nouveau chemin connu localement comme « Freedom Road ».

## Les réserves
Cette Première Nation a trois réserves :
- Shoal Lake 40 - 25,79 kilomètres carrés. La réserve principale, y compris la communauté d'Indian Bay, Manitoba.
- Shoal Lake 34B2  - 1,724 kilomètres carrés.
- Agency 30 - 3,79 kilomètres carrés, partagée avec douze autres Premières Nations.

## Gouvernance
La Première Nation Shoal Lake numéro 40 élit son conseil basé sur les lois du système électoral des Premières Nations comme stipulé dans la Loi sur les Indiens. Les membres du conseil ont des mandats de deux ans.

### Chef et conseil
- À partir de 2018 -
  - Chef: Erwin Redsky
  - Conseillers: Brenda Freel, Wayne Redsky, Vernon Redsky (conseiller à l'éducation), Billy Joe Wahpay (conseiller au développement économique)[13]
- 2014-2018 -
  - Chef: Erwin Redsky
  - Conseillers: Brenda Freel, Herbert Green, Vernon Redsky, Billy Joe Wahpay[14]
- 2012-2014 -
  - Chef: Erwin Redsky
  - Conseillers: Herbert Green, Vernon Redsky, Tania Bruyere, Preston Green[15].
- 2010-2012 -
  - Chef: Erwin Redsky
  - Conseillers: Tom Anderson, Marcella Meekis, Vernon Redsky, Billy Joe Wahpay.

## Exposition médiatique
La communauté a été montrée dans un film créé par Vice et Occupied VR qui documente la visite historique du premier ministre Justin Trudeau à Shoal Lake 40. Le documentaire a été en nomination pour un prix Écrans canadiens.